# 志摩地中海村

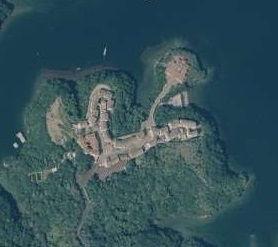
全景（2008年、別荘時代）
出典：『国土交通省「国土画像情報（カラー空中写真）」（配布元：国土地理院地図・空中写真閲覧サービス）』

志摩地中海村（しまちちゅうかいむら、英語: Shima Mediterranean Village）は、三重県志摩市浜島町迫子にある、地中海沿岸地方のリゾート地を模した観光施設。1989年（平成元年）に別荘の所有者が資本金を出資し、株式会社志摩地中海村を設立し、会員制の別荘村として運営を始めたが、現在は一般ホテルとして営業をしている。株式会社マスヤグループ本社が主株主で、株式会社志摩地中海村は株式会社マスヤループ本社のグループ会社となっている。

## 概要
敷地面積約33,000m2の中に、地中海沿岸の街並みを再現した観光施設である。再現されたのはスペインのアンダルシア地方やカスティーリャ地方およびイタリアのサルデーニャ島の町並みである。2018年のエリア増築においては、ギリシャのミコノス島やスペインのメノルカ島などのリゾートをイメージしたミコノルカゾーンやアルハンブラ宮殿のハマム（温浴施設）をイメージしたアルハンブラゾーンなどが新たに加わっている。デザイン監修はスペイン人建築デザイナーであるルイス・コルベーラが担当し、清水建設が設計・施工を担当した。2018年の増築工事については竹中工務店が設計・施工を担当した。
宿泊施設やレストラン、カフェ、土産物店、体験工房などが軒を連ね、プール・クルーズ船も用意している。宿泊施設はツインルームとヴィラスイートルームの計2種類で、増築によりスーペリアツインルーム、ダブルルームやラグジュアリースイートルームなど新たな客室が加わった。ヴィラスイートルームについては、一戸建ての別荘スタイルとなっており、120m2の広さを誇る。
休日を中心に家族連れやカップル、若い女性の来訪が多い。
宿泊施設を中核とした施設であるが、宿泊を伴わないレストランのみの利用（夕食は要予約）や体験工房の日帰り利用、施設の見学なども可能である。開業当初は入場料を徴収していなかったが、2017年（平成29年）7月より中学生以上の宿泊を伴わない入場を有料化するとともに入村時間を10：00 - 17：00までとした。これは施設のメインがホテルであり、宿泊者の滞在に配慮するためとしている。月1回の定休日があり、1月には1週間程度のメンテナンス休暇を設けている。また、村全体を貸切利用することも可能である。

## 歴史
1993年（平成5年）に会員制の別荘として開業する。運営会社は地中海村のオーナーらが設立した。2014年（平成26年）頃より来訪者のソーシャル・ネットワーキング・サービス（SNS）による情報拡散により注目を浴び始め、2015年（平成27年）のゴールデンウィークには前年の数倍の観光客が訪れた。その背景には円安やホテル需要逼迫（ひっぱく）による国外旅行価格の上昇や、語学面などから国外旅行を敬遠する一方で手軽に日本国外の雰囲気を味わいたいと考える若年世代の増加が指摘されている。
2016年（平成28年）2月、第42回先進国首脳会議（伊勢志摩サミット）を前に志摩地中海村は拡張計画を公表、約25億円を投じてサミット終了後の同年6月から敷地の東西をそれぞれ2,000m2超拡張し、結婚式場や会議場として利用できるコンベンション施設や25室の宿泊施設を建設、2018年（平成30年）3月16日からリニューアルオープンした。
2016年5月21日から5月28日まで、サミット開催に伴い会場である賢島への入島が規制されたことから、間崎島 - 賢島間の航路の発着港が賢島港から地中海村に変更された。しかし、地中海村の桟橋には数十段の階段があり志摩市街地へはシャトルバスを利用しなければならなかったため、高齢者の多い間崎島の島民の中にはこの期間中の定期船利用を避ける人も見られた。同年7月30日にテレビ東京系列で放送された『出没!アド街ック天国』では、伊勢志摩の中で第9位のスポットとして地中海村が紹介された。
2017年（平成29年）7月22日より、宿泊を伴わない入場に対して入村料を徴収するようになった。2022年3月からは、志摩地中海村の桟橋から伊勢志摩ツーリズムが運営する「英虞湾アドベンチャークルーズ」が出るようになった。

## 交通

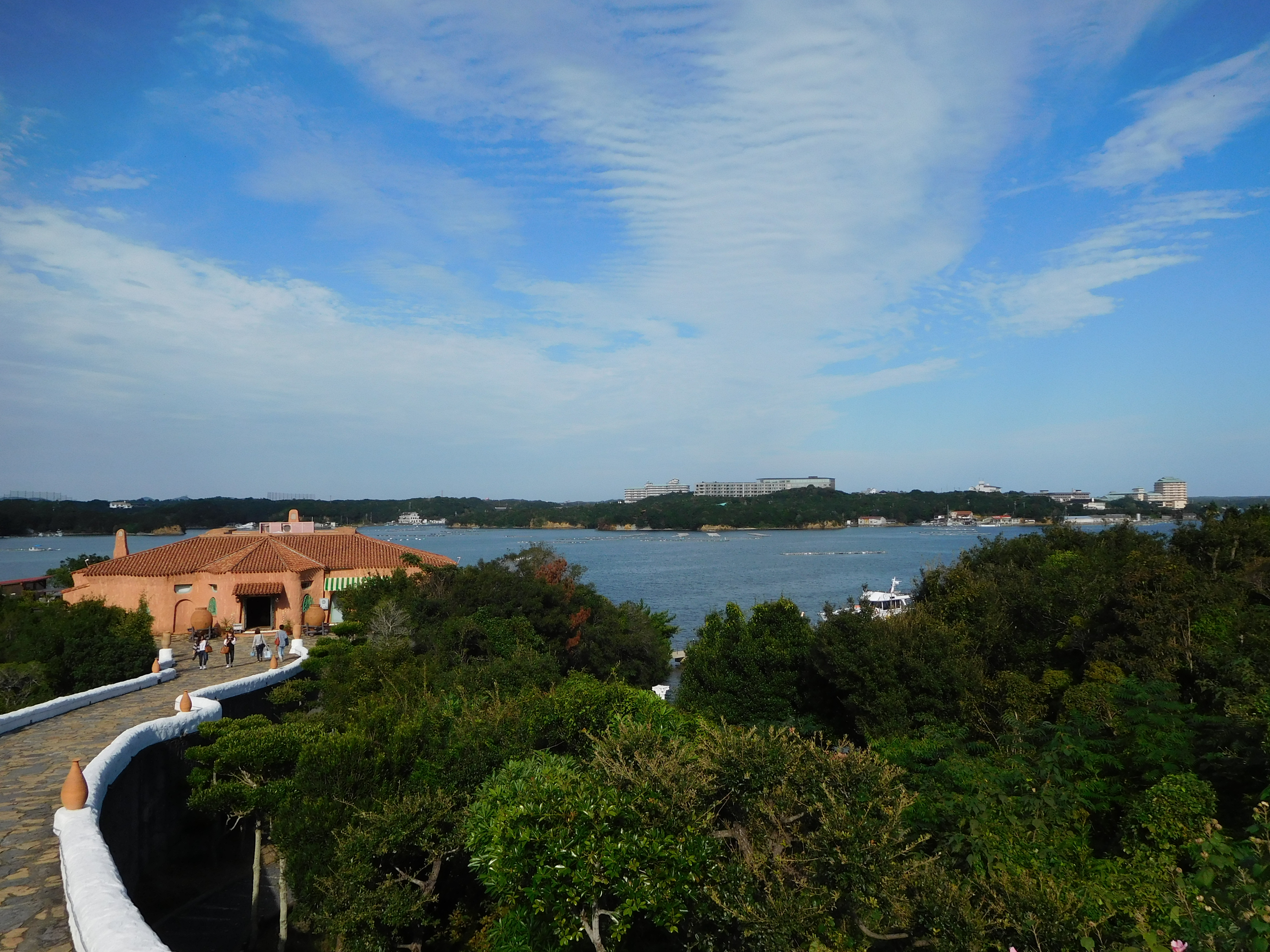
レストランRIAS（画像中央左）と賢島（画像後方）。画像後方中央に志摩観光ホテル、後方右に賢島宝生苑が見える。

英虞湾を挟んで、賢島と対面する位置にある。
公共交通利用の場合、近鉄志摩線鵜方駅よりタクシーで約15分である。最寄りのバス停からは徒歩で50分かかるため、公式サイトでは路線バスの利用を推奨していない。予約すれば、宿泊者優先で同駅から定時運行の無料送迎バスを利用でき、非宿泊者も当日空席があれば事前連絡の上で利用できる。また、賢島港から志摩地中海村まで、Entrade賢島により海上タクシーが運航している。